# Вознесение Исайи
«Вознесе́ние Иса́йи» (греч. Ἀναβατικὸν Ἠσαΐου, лат. Ascensio Isaiae) — раннехристианский апокриф, который составлялся различными авторами с конца I в. до IV в. В апокрифе повествуется о чудесных видениях пророка Исайи, а также о его мученической смерти.

## Содержание
Текст апокрифа «Вознесение Исайи» состоит из двух частей, написанных в разное время, это «Мученичество Исайи» (в главах 1-5) и «Видение Исайи» (в главах 6-11).
В «Мученичестве Исайи» рассказывается о том, как царь Езекия призывает к себе своего сына Манассию. Пророк Исайя предсказывает, что Маннасия не будет придерживаться завещания своего отца (гл. 1), что вскоре и сбылось. Затем Исайя вместе с другими пророками убегает от гонения из Иерусалима (2. 1-11). Однако Манассия сумел найти Исайю, и повелел казнить его, что и было сделано (5.1-16).
После этого повествование переходит к «Видению Исайи». В нем рассказывается, как пророк Исайя был вознесен на небо, где ему было дано откровение, что Господь снизойдет на землю, пройдет через 7 небес, родится от Девы Марии, пострадает и умрет мученической смертью на кресте, воскреснет, и вознесется на небеса. В конце апокрифа Исаия пророчествует царю Езекии о конце мира.

## Свидетельства о апокрифе
Епифаний Кипрский и Иероним прямо упоминают апокриф «Вознесение Исайи», причем последнему было известно о его окончательной редакции. Кроме них этот апокриф цитировали Амвросий Медиоланский и Дидим Слепец. Евфимий Зигабен последний, кто был знаком с греческим оригиналом этого апокрифа. Однако он считал что «Вознесение Исайи» было связано с богомилами.

## Датировка и происхождение
Вероятно апокриф «Вознесение Исайи» был закончен к кон. II - нач. III в. Некоторые ученые предполагают что этот памятник имеет палестинское происхождение. Текст «Вознесение Исайи» распространялся среди гностиков, манихеев, присциллианистами и павликанами.

## Списки рукописей
Греческий оригинал полностью не сохранился. Имеется только небольшой фрагмент из 7 страниц.
В эфиопском переводе текст «Вознесения Исайи» сохранился в полной мере. Существуют с десяток рукописей XII-XIX вв., в которых находится этот апокриф.
Славянский перевод известен еще с древнего сборника 1073 года. Во всех версиях славянского текста находится одна и та же редакция «Вознесения Исайи».
Латинский перевод имеет две версии перевода в нескольких фрагментах.